# Duchan
Duchan (arab. دخان) – miasto na zachodnim wybrzeżu Kataru, w prowincji Ar-Rajjan, do 2004 w prowincji Al-Dżumajlijja. Według danych z 20 kwietnia 2010 roku liczy 11 520 mieszkańców.